# Katherine Garrison Chapin
Katherine Garrison Chapin (auch: Katherine Biddle; geboren 4. September 1890 in Waterford (Connecticut); gestorben 30. Dezember 1977 in Devon (Pennsylvania)) war eine US-amerikanische Schriftstellerin.

## Leben
Katherine Garrison Chapin war die Tochter von Lindley H. Chapin und der Bildhauerin Cornelia Van Auken Chapin. Die Philanthropistin Charlotte Mason war ihre Tante. Sie besuchte Privatschulen und studierte an der Columbia University. Seit den späten 1920er Jahren wurden ihre Gedichte in verschiedenen Magazinen gedruckt, so bei Harper’s, Scribner’s, Saturday Review, North American Review, Poetry und im Ladies’ Home Journal. Einige ihrer Gedichte wurden vertont und von großen Orchestern wie dem Philadelphia Orchestra, dem New York Philharmonic Orchestra und dem Orquesta Sinfónica Nacional von Mexiko aufgeführt. Die Ballade „And They Lynched Him on a Tree“ hatte im Juni 1940 in der Vertonung des Afro-Amerikaners William Grant Still ihre Premiere. Ihr eigener Gedichtvortrag wurde für die Library of Congress und die Harvard University Library aufgezeichnet.
Politisch war Chapin liberal eingestellt und trat gegen die Rassendiskriminierung in den Vereinigten Staaten auf und nach dem Zweiten Weltkrieg mit ihrem Mann gegen den McCarthyism. Mit Karl Shapiro stimmte sie 1948 gegen die Vergabe des Bollingen Prize for Poetry an den Verräter, Faschisten und Antisemiten Ezra Pound.
Seit dem 27. April 1918 war sie mit dem Juristen Francis Biddle verheiratet und hatte mit ihm zwei Söhne.

## Schriften (Auswahl)
- The Chinese Deer, 1975
- The Prose He Did Not Write, 1965 (Review of Selected letters of Robert Frost)
- The Other Journey; poems new and selected; 1959
- Saint-John Perse: notes on some poetic contrasts, 1952
- Sojourner Truth, 1948
- Plain-chant for America; poems and ballads, 1942
- Harbor Night, 1945
- Spring Sabbath Morning: (Williamsburg, Virginia) by Sydney King Russell, 1946
- Time Has No Shadow, 1936
- Bright Mariner, 1933
- Outside of the World, 1930
- The Tapestry of the Duchess, 1925

## Vertonungen
- Mary Howe: Williamsburg Sunday, for a cappella chorus of mixed voices, New York, C. Fischer, 1955
- Sydney King Russell: Spring Sabbath Morning: (Williamsburg, Virginia) Song for low voice with piano, 1946
- William Grant Still: Plain Chant for America: for baritone voice with orchestral accompaniment, 1941
- William Grant Still: They Lynched Him on a Tree, Kantate für Erzähler, Alt, Chor und Orchester, 1940
- Harl McDonald: „Lament for the Stolen“, für Frauenchor und Orchester, uraufgeführt am 30. Dezember 1938 vom Philadelphia Orchestra. Über die Entführung des Kindes von Charles Lindberg.